# Pennatula aculeata
Pennatula aculeata är en korallart som beskrevs av Daniel Cornelius Danielssen 1860. Pennatula aculeata ingår i släktet Pennatula och familjen Pennatulidae. Arten har ej påträffats i Sverige. Inga underarter finns listade i Catalogue of Life.